# 존 페크너
존 페크너(John Fekner, 1950년~ )는 미국의 미술 작가이다. 뉴욕 출생이며, 70년대부터 현재까지 그라피티(Graffiti), 스프레이 스텐실(spray-painted stenciling) 등의 거리예술(Street art)과 멀티미디어 아트 (Multimedia Art)방면에서 익명( anonymously known)으로 활동한 예술 작가로서 특히 환경, 정치, 사회 문화적인 문제를 개념적 단어, 시적인 문구나 상징적 이미지로 함축하여 표현하는 데 전념하고 있다.

## 갤러리

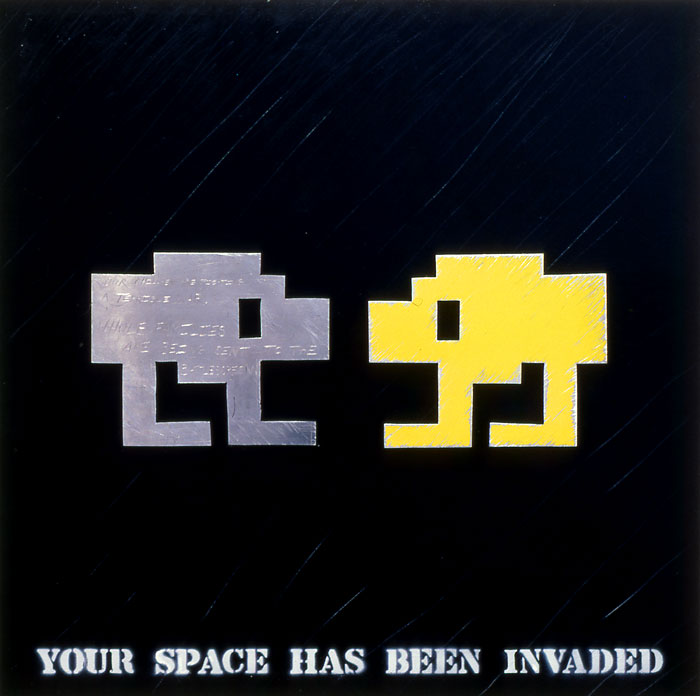